# Sydney na Max
Sydney na Max (v anglickém originále Sydney to the Max) je americký komediální televizní seriál Disney Channel, vytvořený Markem Reismanem. Jeho první díl měl premiéru 25. ledna 2019 na Disney Channel.

## Děj
Sydney Reynolds je dvanáctiletá dívka, která žije v Portlandu v Oregonu se svým otcem Maxem a babičkou Judy. Nejlepší kamarádkou Sydney je Olive, spolužačka ze střední školy. V epizodách se také objevují retrospektivní části z roku 1992, které detailně zachycují dvanáctiletého Maxe a jeho nejlepšího kamaráda Lea, kteří oba pracují v pasáži nákupního centra vlastněného Leovým otcem. Z obou částí je tak patrno, že Sydney a mladý Max se dostávají do podobných situací, a její otec si tak uvědomuje, že má s dcerou více společného, než si myslí.

## Obsazení

### Hlavní postavy
| Postava              | Herec              | Český dabing        |
| -------------------- | ------------------ | ------------------- |
| Sydney Reynoldsová   | Ruth Righi         | Klára Nováková      |
| Olive Rozalski       | Ava Kolker         | Karolína Křišťálová |
| Mladý Max Reynolds   | Jackson Dollinger  | Matěj Havelka       |
| Mladý Leo Webb       | Christian J. Simon | Mikuláš Převrátil   |
| Dospělý Max Reynolds | Ian Reed Kesler    | Filip Švarc         |
| Judy Reynoldsová     | Caroline Rhea      | Zuzana Slavíková    |

### Vedlejší postavy
| Postava                   | Herec                        | Český dabing     |
| ------------------------- | ---------------------------- | ---------------- |
| Sophia                    | Amelia Wray                  | Anežka Saicová   |
| Emmy Mendoza              | Julia Garcia                 | bude oznámeno    |
| Iggy                      | Reid Shapiro                 | Jan Battěk       |
| Bucky                     | Brogan Hallj                 | bude oznámeno    |
| Paní Harrisová            | Melissa Peterman             | bude oznámeno    |
| Zástupce Ředitele Virmani | Rizwan Manji                 | bude oznámeno    |
| Harry                     | Connor Falk (2.-3. řada)     | Matěj Převrátil  |
| Mladá Alisha Reynolds     | Cassidey Fralin (2.-3. řada) | Eliška Jirotková |
| Lexi Parkerová            | Aniya Simone (3. řada)       | bude oznámeno    |
| Essence                   | Ayaamii Sledge (3. řada)     | bude oznámeno    |

- Aaron Takahashi jako Pan Tanaka (1.-2. řada)
- Ginifer King jako Angela (1.-2. řada)
- Eric Petersen jako Don (1. řada)
- Luca Alexander jako Zach Thompson (1. řada), (český dabing: Jan Battěk)
- Lauren Plaxco jako Paní Taylorová (1. řada)
- Isabella Kai Rice jako Hailey (1. řada)
- Miles Emmons jako Dylan Thompson (1. řada)
- Arjun Sriram jako Pete (2. řada)
- Izzy Lieberman jako Bryce (2. řada)
- Tom Wilson jako Doug Reynolds (2. řada)
- Lisa Ann Walter jako Marlene (2. řada), (český dabing: Stanislava Jachnická)
- Joshua Gonzalez jako Derek (2. řada)
- Audrey Cymone jako Kendra (3. řada)
- Paul-Mikél Williams jako Ned (3. řada)
- Tijuana Ricks jako Pastor Moore (3. řada)

### Speciální Hostující Obsazení
- Buddy Handleson jako Gerald (1. řada)
- Frances Callier jako Gia (1. řada)
- Siena Agudong jako Brittany (1. řada)
- Dana Heath jako Hannah (2. řada)
- Eric Allan Kramer jako Kouč Carlock (2. řada)
- Brandon Rossel jako Jake (2. řada)

### Hostující Obsazení
- Jeffrey Brown jako Kyle (1. řada)
- Winston A. Marshall jako Dospělý Leo (1. řada)
- Krystal Joy Brown jako Dr. Alisha Reynolds (2. řada)
- Nick Jaine jako Dospělý Pete (2. řada)
- Cassidey Fralin jako Mladá Alisha Reynolds (od 2. řady), (český dabing: Eliška Jirotková)

## Vysílání
| Řada | Díly | Premiéra v USA    | Premiéra v USA     | Premiéra v ČR      | Premiéra v ČR      |
| Řada | Díly | První díl         | Poslední díl       | První díl          | Poslední díl       |
| ---- | ---- | ----------------- | ------------------ | ------------------ | ------------------ |
| 1    | 21   | 25. ledna 2019    | 23. července 2019  | 24. února 2020     | 24. dubna 2020     |
| 2    | 21   | 13. prosince 2019 | 21. srpna 2020     | 16. listopadu 2020 | 11. prosince 2020  |
| 3    | 21   | 19. března 2021   | 26. listopadu 2021 | 1. listopadu 2021  | 29. listopadu 2021 |